# 830-as busz
A 830-as jelzésű elővárosi autóbusz Budapest, Árpád híd autóbusz-állomás és Pilisszántó, autóbusz-forduló közlekedik. Az Árpád híd metróállomástól a Róbert Károly körútra kikanyarodva áthalad az Árpád hídon, ahonnan a 10-es úton megy Solymárig. Áthalad Solymár és Pilisszentiván településeken, majd egy szakaszon visszatér a 10-es útra, majd Pilisvörösvár, kultúrház megállótól ismét a 820-as busszal közös útvonalon, a pilisszántói bekötő úton ér el a végállomásra. A busz betér a solymári Auchan áruházhoz, valamint érinti a Pilisvörösvári vasútállomást.

## Története
2007-ben kapta meg jelenlegi számozását, a járat korábban Pilisszentivánig közlekedett.
2013. szeptember 1-jétől, a Budapest–Esztergom-vasútvonal felújítása miatti megnövekedett közúti utasforgalmi igények miatt betétjárata közlekedett 831-es számmal, Budapest, Árpád híd és Pilisszentiván, autóbusz-forduló között.
A buszok 2017. szeptember 1-jétől nem állnak meg Pilisvörösváron a Szentiváni út, Görgey utca és Klapka lakótelep megállóhelyeken.
2018. szeptember 1-jétől minden járat Pilisszántóig meghosszabbított útvonalon közlekedik és betér a pilisvörösvári vasútállomáshoz, a 811-es és 831-es buszok pedig megszűntek.
2020. augusztus 20-ától a Külső Bécsi úton minden megállóban megáll, pótolva a ritkított 218-as buszt.

## Útvonala
| Pilisszántó, autóbusz-forduló felé | Budapest, Árpád híd autóbusz-állomás felé |
| --- | --- |
| Budapest, Árpád híd autóbusz-állomás vá. – Visegrádi utca – Süllő utca – Váci út – Róbert Károly körút – Árpád híd – Vörösvári út – Bécsi út – Solymár, Külső Bécsi út – Szent Flórián utca – Auchan áruház bekötőút – Szent Flórián utca – 11106-os számú út – Solymár, vasútállomás, forduló – Vasút utca – Terstyánszky Ödön utca – Pilisszentiván, Tópart utca – Szabadság út – – Pilisvörösvár, Fő utca – Vasút utca – Pilisvörösvár, vasútállomás, forduló – Vasút utca – Fő utca – Szabadság utca – Kisfaludy utca – Szent Erzsébet utca – 11108-as számú út – Pilisszántó, Vörösmarty utca – Kossuth Lajos utca – Pilisszántó, autóbusz-forduló vá. | Pilisszántó, autóbusz-forduló vá. – Kossuth Lajos utca – Vörösmarty utca – 11108-as számú út – Szent Erzsébet utca – Kisfaludy utca – Szabadság utca – Fő utca – Fő utca – Vasút utca – Pilisvörösvár, vasútállomás, forduló – Vasút utca – Fő utca – – Pilisszentiván, Szabadság út – Tópart utca – Solymár, Terstyánszky Ödön utca – Vasút utca – Solymár, vasútállomás, forduló – 11106-os számú út – Szent Flórián utca – Auchan áruház bekötőút – Szent Flórián utca – Külső Bécsi út – Budapest, Bécsi út – Vörösvári út – Árpád híd – Váci út – Budapest, Árpád híd autóbusz-állomás vá. |

## Megállóhelyei
| 0                                                 | Budapest, Árpád híd autóbusz-állomás végállomás | 36   | 1, 1A 26, 32, 34, 106, 120 79 800, 815, 820, 821, 832, 840, 848                       |
| 1                                                 | Budapest, Flórián tér (Vörösvári út)            | 35   | 1, 1A 9, 34, 106, 111, 118, 134, 137, 218, 226, 237 800, 815, 820, 821, 832, 840, 848 |
| 2                                                 | Budapest, Óbudai rendelőintézet                 | 34   | 1, 1A 137, 160, 218, 237, 260 820, 821, 832, 840, 848                                 |
| 3                                                 | Budapest, Bécsi út (Vörösvári út)               | 33   | 1, 1A, 17, 19, 41 137, 160, 218, 237, 260 800, 815, 820, 821, 832, 840, 848           |
| 4                                                 | Budapest, Orbán Balázs út                       | 32   | 160, 218, 260 820, 821, 832, 840, 848                                                 |
| 5                                                 | Budapest, Bojtár utca                           | 31   | 118, 160, 218, 260 815, 820, 821, 832, 840, 848                                       |
| 6                                                 | Budapest, Óbudai temető                         | 30   | 118, 160, 218, 260 820, 821, 832, 840, 848                                            |
| 7                                                 | Budapest, Bóbita utca                           | 29   | 260 800, 815, 820, 821, 832, 840, 848                                                 |
| 8                                                 | Budapest, Üröm vasúti megállóhely               | 28   | 218 800, 815, 820, 821, 832, 840, 848 S72 S76                                         |
| Budapest–Üröm közigazgatási határa                |                                                 |      |                                                                                       |
| 9                                                 | Üröm, Tücsök utca                               | 27   | 218 820, 821, 832                                                                     |
| Üröm–Pilisborosjenő közigazgatási határa          |                                                 |      |                                                                                       |
| 10                                                | Solymár, téglagyári bekötőút                    | 26   | 218 820, 821, 832                                                                     |
| 11                                                | Solymár, Külső Bécsi út 35.                     | 25   | 218 820, 821, 832                                                                     |
| 12                                                | Solymár, Kövesbérci utca                        | 24   | 218 820, 821, 832                                                                     |
| Pilisborosjenő–Solymár közigazgatási határa       |                                                 |      |                                                                                       |
| 13                                                | Solymár, Szarvas                                | 23   | 218 820, 821, 832                                                                     |
| (+1)                                              | Solymár, Auchan áruház*                         | (+1) | 64, 218                                                                               |
| 14                                                | Solymár, vasútállomás                           | 22   | 64, 64B, 164B 831, 832 S72 Z72 S76                                                    |
| 15                                                | Solymár, temető                                 | 21   | 64, 64B, 164B 831, 832                                                                |
| 16                                                | Solymár, Pilisvörösvári út                      | 20   | 164, 164B, 264 831, 832                                                               |
| 17                                                | Solymár, Váci Mihály utca                       | 19   | 164, 164B, 264 831, 832                                                               |
| 18                                                | Solymár, PEMÜ                                   | 18   | 164, 164B, 264 831, 832 S72 S76                                                       |
| 19                                                | Solymár, Hold utca                              | 17   | 831, 832                                                                              |
| 20                                                | Solymári kőfaragó                               | 16   | 831, 832                                                                              |
| Solymár–Pilisszentiván közigazgatási határa       |                                                 |      |                                                                                       |
| 21                                                | Pilisszentiván, PEVDI                           | 15   | 831, 832                                                                              |
| 22                                                | Pilisszentiván, községháza                      | 14   | 831, 832                                                                              |
| 23                                                | Pilisszentiván, Szabadság út 85.                | 13   | 831, 832                                                                              |
| 24                                                | Pilisszentiván, Szabadság út 126.               | 12   | 831, 832                                                                              |
| 25                                                | Pilisszentiván, Szabadság út 194.               | 11   | 831, 832                                                                              |
| Pilisszentiván–Pilisvörösvár közigazgatási határa |                                                 |      |                                                                                       |
| 26                                                | Pilisvörösvár, vasútállomás                     | 10   | 799, 821, 831, 856, 8516, 8520, 8521 S72 Z72 S76                                      |
| 27                                                | Pilisvörösvár, vasútállomás bejárati út         | 9    | 799, 800, 815, 821, 831, 856                                                          |
| 28                                                | Pilisvörösvár, kultúrház                        | 8    | 799, 800, 815, 821, 831, 856                                                          |
| 29                                                | Pilisvörösvár, Eperjesi utca                    | 7    | 820, 821, 831                                                                         |
| 30                                                | Pilisvörösvár, Csokonai utca                    | 6    | 820, 821, 831 S72 S76                                                                 |
| 31                                                | Pilisvörösvár, Karátsonyi-liget                 | 5    | 820, 821, 831                                                                         |
| ∫                                                 | Pilisvörösvár, Nyár utca*                       | (+3) | 831                                                                                   |
| ∫                                                 | Pilisvörösvár, Dugonics utca*                   | (+2) | 831                                                                                   |
| (+1)                                              | Pilisvörösvár, Bocskay utca*                    | (+1) | 831                                                                                   |
| (+2)                                              | Pilisvörösvár, Dugonics utca*                   | ∫    | 831                                                                                   |
| (+3)                                              | Pilisvörösvár, Nyár utca*                       | ∫    | 831                                                                                   |
| 32                                                | Pilisvörösvár, Szent Erzsébet Otthon            | ∫    | 820, 821, 831                                                                         |
| Pilisvörösvár–Pilisszántó közigazgatási határa    |                                                 |      |                                                                                       |
| 33                                                | Pilisszántó, kishíd                             | 4    | 820, 821, 831                                                                         |
| 34                                                | Pilisszántó, Vörösmarty utca 43.                | 3    | 820, 821, 831                                                                         |
| 35                                                | Pilisszántó, posta                              | 2    | 820, 821, 831                                                                         |
| 36                                                | Pilisszántó, községháza                         | 1    | 820, 821, 831                                                                         |
| 37                                                | Pilisszántó, autóbusz-forduló végállomás        | 0    | 820, 821, 831                                                                         |

A *-gal jelölt megállókat csak néhány menet érinti.